# 11335 Santiago
För andra betydelser, se Santiago.
11335 Santiago eller 1996 HW23 är en asteroid i huvudbältet som upptäcktes den 20 april 1996 av den belgiske astronomen Eric W. Elst vid La Silla-observatoriet. Den är uppkallad efter Chiles huvudstad Santiago de Chile.
Asteroiden har en diameter på ungefär 3 kilometer.